# Vinagre de sidra de manzana
El vinagre de sidra de manzana, también conocido como vinagre de sidra o vinagre de manzana, es un tipo de vinagre elaborado de la fermentación de los azúcares, ya sea del jugo de manzana o de sidra. La fermentación aeróbica suele convertirse en ácido málico o en ácido acético (presente en el vinagre vinico). El ácido málico es el que le proporciona el valor y aroma característico de este vinagre. El vinagre de sidra de manzana posee cualidades tanto culinarias como medicinales. El vinagre de sidra de manzana es menos ácido, es decir posee un pH mayor.

## Elaboración
Las diversas etapas paralelas de elaboración de vinagre de manzana se pueden esquematizar de la siguiente forma:
- Selección
- Lavado
- Molienda
- Prensado
- Fermentación alcohólica
- Reposo
- Filtración
- Fermentación acética
- Reposo
- Filtración
- Embotellado en caliente

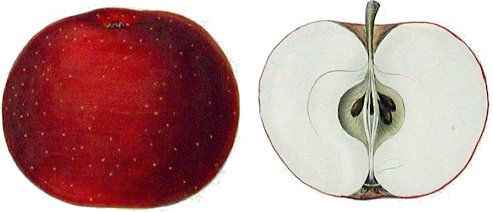
Manzana, fruta con que se elabora la sidra y el vinagre de manzanas. Se aprecia en esta imagen el corte transversal de la fruta.

Los primeros pasos hasta obtener el jugo fermentado mediante la fermentación alcohólica son iguales a los definidos para la obtención de sidra.

### Selección y lavado
Esta es una etapa muy importante en la elaboración, ya que es necesario disponer de fruta en buen estado y libre de pudriciones y de elementos extraños.
Lo más indicado para hacer una buena selección y lavado es disponer de una fosa de agua en circulación en donde se echa la fruta y luego se selecciona mediante el paso a través de una cinta transportadora.
Es necesario tener en cuenta que todo el material en contacto con la fruta desde el comienzo debe estar libre de hierro, cobre u otro metal fácil de ser atacado por el ácido málico de la manzana, ya que el exceso de ellos puede traer serios trastornos posteriores.

### Molienda
La molienda de la manzana consiste en una trituración de la fruta en trozos muy pequeños, con el fin de prepararla para el prensado.
Se practica en molinos de cuchillas o de martillo.
Desde esta etapa en adelante, se debe proceder rápidamente y al abrigo del aire, para evitar pardeamientos muy fuertes por acción enzimática.

### Macerado
Una práctica muy común que se realiza en Europa, sobre todo en Francia, es el macerado, que consiste en mantener la manzana, triturada después de la molienda, por un cierto tiempo en reposo y luego someterla al prensado.
Con esta técnica, se consigue un incremento en sabor, en aroma, en color y en rendimiento de jugo.
Este proceso requiere gran control para evitar pérdida de taninos y acetificación. Esto se logra agregando sustancias químicas y mediante otros cuidados propios de la situación.
Se lleva a cabo en tanques especiales durante 2 a 24 horas, antes del prensado.

### Prensado

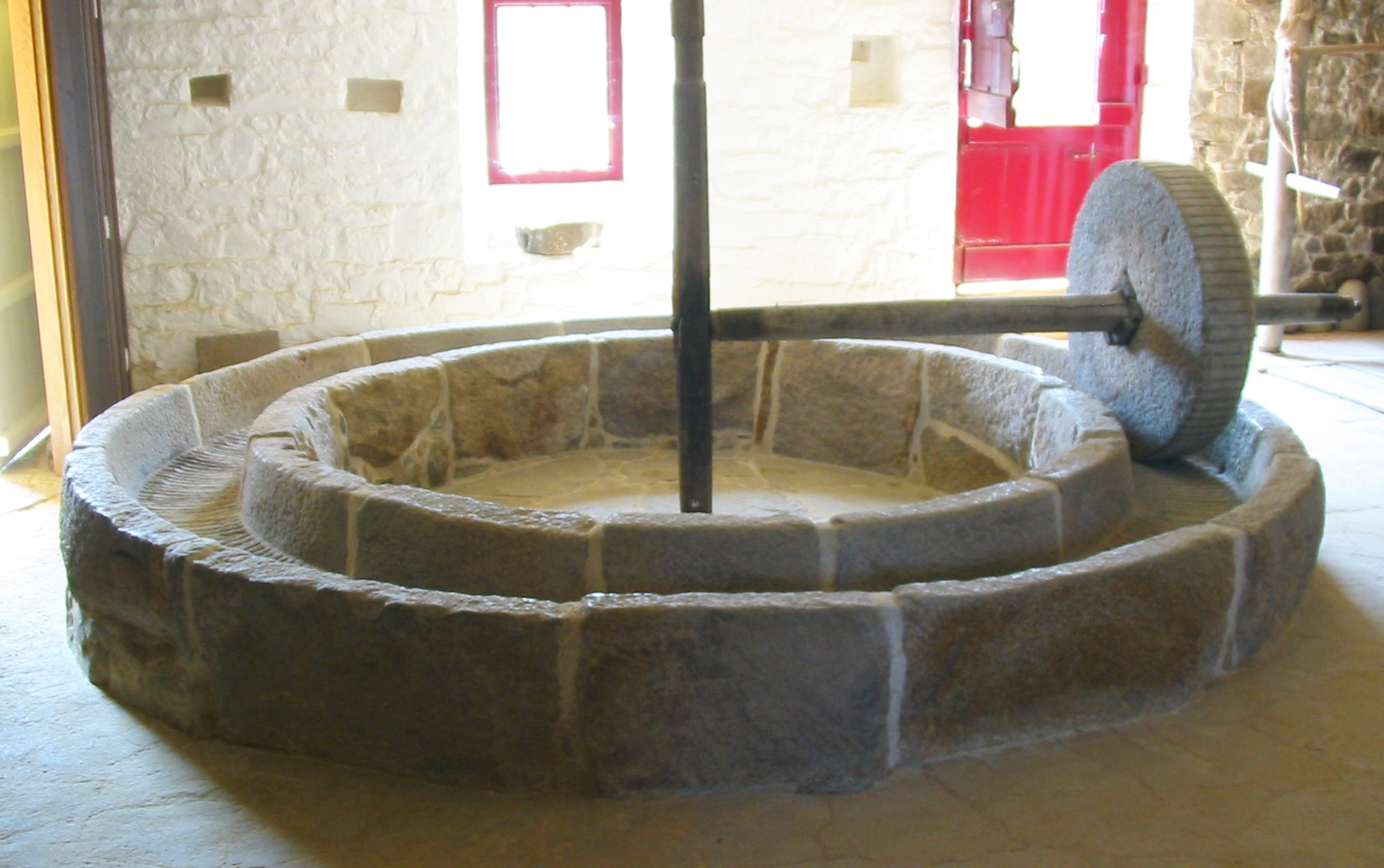
Prensa de piedra, forzada por molino de viento.

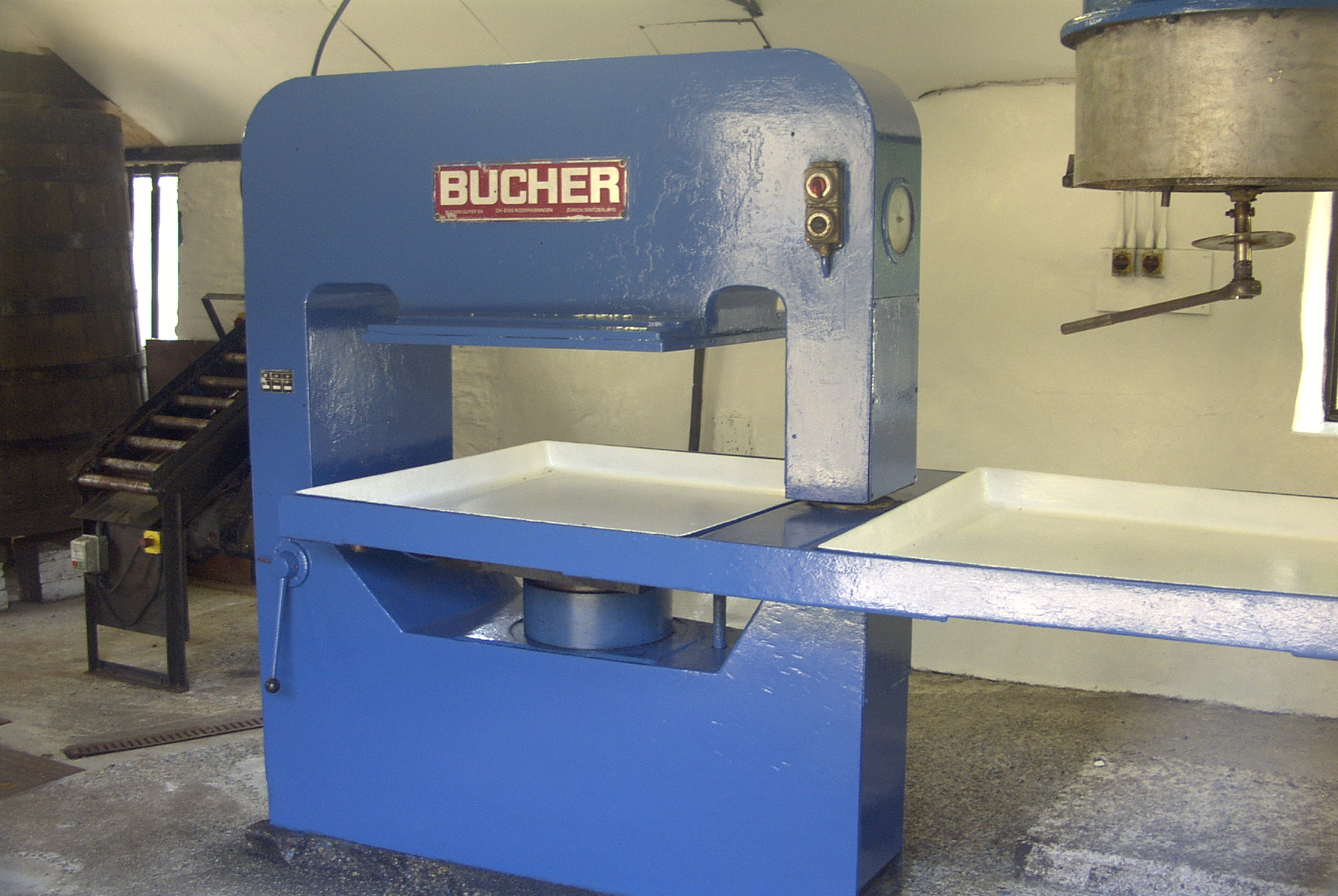
Prensa moderna con funcionamiento de energía eléctrica.

La manzana triturada se prensa con el fin de extraer el jugo de los componentes sólidos de la fruta.
Los procedimientos tradicionales de la producción de sidra siempre han usado prensas de tipo hidráulico en donde la fruta se coloca entre telas especiales, aplastada por acción hidráulica que permite el escurrido del jugo.
Actualmente se han insertado en esta etapa prensas de tipo continuo que consisten en un tornillo sin fin, rodeado de una criba que deja pasar el jugo a medida que la fruta es apretada contra la resistencia hidráulica al final del tornillo. El grado de extracción del jugo está dado por el grado de resistencia hidráulica que se le aplique.

### Fermentación
Este es uno de los pasos más importantes dentro de la fabricación de sidra y vinagre.
En general, consiste en la conversión total o parcial de los azúcares del jugo en alcohol etílico mediante la acción de las levaduras.
Se lleva a cabo en estanques los cuales es recomendable que no sean de más de 10 000 L.
Existen diferentes métodos de fermentación. Los más importantes son:

### Fermentación natural
Es llevada a cabo mediante la acción espontánea de las levaduras propias que existen en la manzana. Es la técnica más antigua y se realiza para sidras de poca calidad, tiene una duración de 10 o más días.

### Fermentación mediante levaduras seleccionadas
Es una tecnología que consiste en eliminar la mayor cantidad de levaduras salvajes y bacterias indeseables del jugo mediante la adición de anhídrido sulfuroso o mediante la centrifugación e incluso, mediante la pasteurización. Luego de realizado esto, se siembran levaduras seleccionadas con la adición del alimento de estas levaduras, como sales de fosfato de amonio y otros. 
Esta fermentación es más rápida, y logra muy buenos resultados; dura de 4 a 5 días.
El método de esterilización por altas temperaturas (pasteurización) es muy delicado y exige muchos cuidados para evitar daños por exceso de calor.
Durante el transcurso de toda la fermentación, independientemente del método que se utilice, es necesario hacer controles de temperatura de manera periódica, disminución del azúcar y enriquecimiento del alcohol, con el fin de evitar daños irreparables.

### Reposo

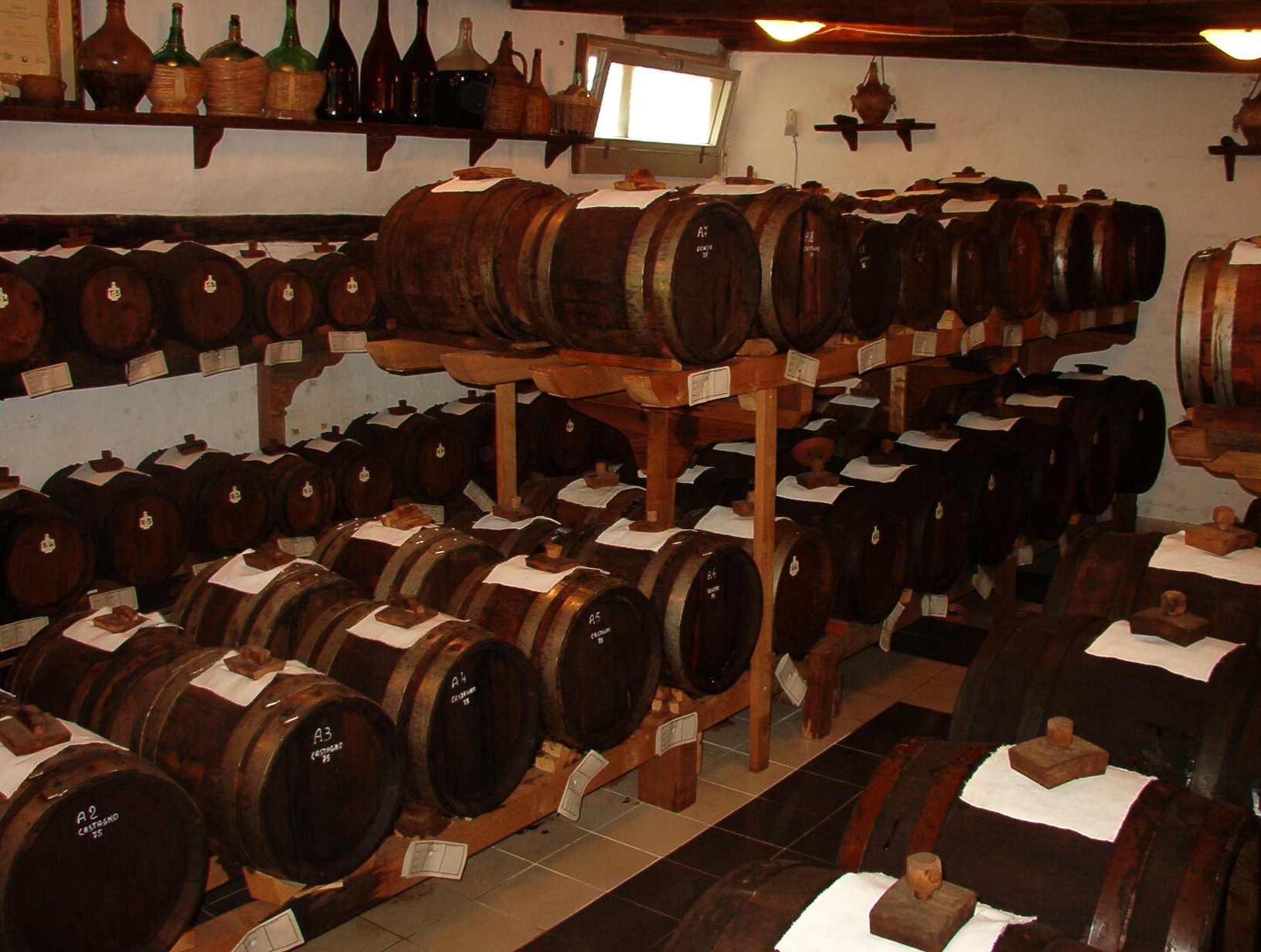
Toneles (barriles) de madera donde se deposita el vinagre para su macerado y almacenamiento.

Una vez terminada la fermentación, es necesario someter el producto a un período de reposo cuyo tiempo dependerá de la demanda por el producto. En este período, se debe terminar totalmente la fermentación alcohólica sin que queden restos de azúcar. 
Las partículas sólidas en suspensión deben precipitar en este período de reposo.
Con el fin de prevenir el crecimiento de bacterias extrañas, puede esparcirse sobre la superficie del líquido una película delgada de aceite.

### Filtración
Antes del comienzo de la fermentación acética, es necesario filtrar la sidra, con objeto de eliminar la mayor cantidad de partículas en suspensión y separar el jugo límpido de encima de las partículas sólidas depositadas en el fondo, ya que estas últimas podrían acarrear trastornos, en caso de estar presentes en la fermentación acética.
Para esta etapa, se emplean filtros, de preferencia con tierra de infusorios. 

### Fermentación acética
Los principales cambios químicos involucrados en esta fermentación pueden representarse con la siguiente ecuación:
| Bacterias Acetobacter                                       |
| C2H5OH(1) + 02(g) + Acetobacter aceti → CH3COOH(1) + H20(1) |
| ----------------------------------------------------------- |

Durante el proceso, el alcohol etílico se transforma totalmente en ácido acético y agua por acción de bacterias del grupo acetobacter, en presencia de oxígeno (bacterias aeróbicas).
Otras transformaciones paralelas tienen lugar, como son la transformación del ácido málico ácido láctico y glicerina y la aparición de otros subproductos químicos que pueden alterar el producto final.
En la obtención de una buena fermentación, es fundamental la rapidez de esta transformación y en esto es muy importante la presencia de oxígeno durante todo el proceso y la siembra inicial de bacterias seleccionadas.
Esto se logra realizando las fermentaciones en tanques de un máximo de diámetro de 7 metros y una altura de un máximo de 20 m.
La siembra de bacterias acetificadoras se logra mediante la mezcla en partes iguales de sidra y vinagre fresco y caliente. 
La aireación se logra mediante la introducción, por el fondo del tanque, de oxígeno, que está constantemente burbujeando a través de todo el proceso.
Es necesario realizar controles periódicos de la disminución del alcohol y aumento del ácido acético.
Un pequeño porcentaje de alcohol no superior a 0,5 por ciento queda como remanente, al final del proceso.
En un proceso bien llevado se pueden obtener rendimientos del orden de 0,8 partes de ácido acético por cada parte de alcohol. 

### Reposo
Después de terminada la fermentación acética, el vinagre es mantenido en reposo a bajas temperaturas durante 4 a 6 meses para desarrollar sabores y provocar clarificación.
En caso de exceso de partículas en suspensión, se puede recurrir a clarificaciones con gelatina, tanino, caseína o bentonita.

### Filtración
Previo a su embotellado, el vinagre debe ser filtrado con el fin de lograr una buena nitidez y abrillantamiento. Esto se realiza generalmente en filtros con tierra de infusorios. 

### Embotellado
El vinagre es embotellado en caliente o pasteurizado a 65 °C, luego de su embotellado.

### Enfermedades del vinagre
Este producto está expuesto, especialmente durante sus períodos de reposo, a infecciones por diversos organismos como: Drosophila spp. o Aspergillus, los cuales requieren oxígeno para su desarrollo por lo que estos pueden ser evitados manteniendo condiciones sanitarias apropiadas en la planta y manteniendo los tanques de vinagre completamente llenos para evitar presencia de oxígeno. 
Es necesario también evitar contacto con hierro durante el proceso, pues este mineral puede provocar precipitaciones negras por oxidación ya que al ser un ácido reacciona con el metal.